# United Copper
A United Copper Company foi uma empresa dos Estados Unidos que se dedicava à mineração do cobre no início do século XX. Fundada em 1902 por Augustus Heinze e encerrada em 1913 teve um papel fulcral no pânico financeiro de 1907.  Resultou da aglutinação de várias companhias: The Montana Ore Purchasing Company, The Nipper Consolidated Copper Company, The Minnie Healy Mining Company, The Corra Rock-Island Mining Company, e The Belmont Mining Company.